# Misionarski položaj
Misionarski položaj je običan čovječji seksualni položaj, kakav primjenjuju i neke druge vrste, uključujući bonobe i pasance. U svojoj utjecajnoj studiji Seksualno ponašanje čovječje ženke (1953), istraživač Alfred Kinsey napisao je kako je 100 posto udanih ispitanica izjavilo da najčešće koristi taj položaj, a 9 posto ih je izjavilo da isključivo koristi samo njega.
U misionarskom položaju:
- Žena leži na leđima, s nogama ili raširenima (vodoravno na istoj površini na kojoj su joj i leđa), ili skupljenima prema grudima, ili obavijenima oko muškarca. Može ih obaviti oko njega na različitim visinama: mirovati straga na gornjem dijelu njegovih goljenica ili bedara, oko njegove stražnjice ili leđa, te preko njegovih ramena. Općenito, što više ona podigne noge, to je penetracija dublja.
- Muškarac leži trbuhom na ženi, noge su mu među njenima, a prepone na istoj razini s njenima kako bi se olakšala penetracija.